# Nicole Marischka
Nicole Marischka (* 6. Mai 1968 in München) ist eine deutsche Schauspielerin, Sängerin sowie ein Schauspielcoach.

## Leben
Marischka ist Teil einer österreichisch-deutschen Schauspiel- und Theaterdynastie. Ihre Eltern sind der Schauspieler und Regisseur Georg Marischka und die Schauspielerin Ingeborg Schöner, ihr Großvater war der österreichische Schauspieler, Operettensänger (Tenor), Regisseur und Drehbuchautor Hubert Marischka. Sie absolvierte ihre Schauspielausbildung von 1987 bis 1991 am Max Reinhardt Seminar in Wien und von 1993 bis 1994 am Conservatoire national supérieur d’art dramatique in Paris.

## Karriere

### Kino und Fernsehen
Ihr Fernsehdebüt hatte sie als Schülerin 1982 in Der Kondor, ihr Kinofilmdebüt folgte 1990 mit dem Film Keep on Running. Als Gerichtsmedizinerin Dr. Stefanie Peters war sie in der SAT.1-Serie R.I.S. - Die Sprache der Toten zu sehen. In der Krimireihe Die Chefin spielte sie 24 Folgen lang als Dr. Heike Steinbeck ebenfalls eine Gerichtsmedizinerin neben Katharina Böhm. Sie wirkte in preisgekrönten Filmen wie Alle Anderen (Silberner Bär der Berlinale 2009), Casting und Homevideo (ausgezeichnet mit dem Deutschen Fernsehpreis und der „Rose d’Or“ als bester Europäischer Fernsehfilm) mit.

### Theater
Bereits während der Schauspielausbildung erhielt sie erste Theaterengagements unter der Regie von Manfred Karge oder Dieter Dorn, bei dem auch eine Regiehospitanz folgte. Ebenfalls am Theater hospitierte und arbeitete sie für die Regisseure Rudolf Noelte und George Tabori. In den 1990er Jahren stand sie am Landestheater Tübingen u. a. als Alkmene (Amphitryon von Kleist), Yerma (Yerma von Federico García Lorca), Clementine (Marieluise Fleißer: Fegefeuer in Ingolstadt) oder Toinette (Molière: Der eingebildete Kranke) auf der Bühne. Seit 2012 spielt sie in freien Theaterproduktionen wie z. B. Life is a bitch oder Blauhauch: What silence has to say.

### Bühnenprogramme
Mit eigenen Projekten, wie der musikalisch-komödiantischen Revue Babs & die Boogie-Boys: Ich will keine Schokolade und mehreren Solo-Gesangsprogrammen, ging sie auf Deutschlandtournee.

## Künstlerisches Engagement
Seit 2016 arbeitet Marischka in einem Kinderheim für traumatisierte Kinder. Als ausgebildeter Schauspiel- und Präsentationscoach unterstützt sie Amateure und Profis bei ihrer Arbeit. Nicole Marischka ist Mitglied der Deutschen Filmakademie.

## Filmografie

### Kino (Auswahl)
- 1991: Keep on Running
- 2001: In den Tag hinein
- 2001: Thema Nr. 1
- 2001: Hollywood Calling (Kurzfilm)
- 2003: Hitler – Aufstieg des Bösen
- 2003: Kein Science Fiction
- 2005: Die Braut von der Tankstelle
- 2005: Trueville (Kurzfilm)
- 2006: Sommer ’04
- 2006: Die Wolke
- 2009: Alle anderen
- 2011: Ein guter Sommer
- 2012: Tsunami – Das Leben danach
- 2013: Stereo
- 2014: Irre sind männlich
- 2016: Die Hebamme II
- 2016: Was kostet die Liebe? – Ein Großstadtmärchen
- 2017: Casting
- 2018: Holy Moms (Kurzfilm)
- 2020: Exil
- 2022: Unter der Welle (Kurzfilm)
- 2025: Sechswochenamt

### Fernsehen (Auswahl)
- 1982: Der Kondor
- 1995: Wer Kollegen hat, braucht keine Feinde
- 1997: Forsthaus Falkenau (Fernsehserie, Folge Lebensräume)
- 1997–2009: SOKO 5113/SOKO München (Fernsehserie, verschiedene Rollen, 4 Folgen)
- 1998: Die Cellistin – Liebe und Verhängnis
- 2000: Vino Santo – Es lebe die Liebe, es lebe der Wein
- 2000: Die Straßen von Berlin: Kopfjäger (Fernsehreihe)
- 2001: Tatort: Tot bist Du! (Fernsehreihe)
- 2002: Ein Hund kam in die Küche
- 2005: SK Kölsch (Fernsehserie, Folge Jupps Albtraum)
- 2007: Post Mortem – Beweise sind unsterblich (Fernsehserie, Folge Die Suche)
- 2007: Alarm für Cobra 11 – Die Autobahnpolizei (Fernsehserie, Folge Alte Schule)
- 2007–2008: R. I. S. – Die Sprache der Toten (Fernsehserie, 25 Folgen)
- 2009: Ein starkes Team: Geschlechterkrieg (Fernsehreihe)
- 2009: Ein Dorf schweigt
- 2011: Homevideo
- 2011: Schicksalsjahre (Fernsehzweiteiler)
- 2011: Danni Lowinski (Fernsehserie, Folge Waisenkind)
- 2011: Der letzte Bulle (Fernsehserie, Folge Das 5. Gebot)
- 2011, 2018: SOKO Köln (Fernsehserie, verschiedene Rollen, 2 Folgen)
- 2012: Großstadtrevier (Fernsehserie, Folge Schein und Sein)
- 2012: Polizeiruf 110: Fieber (Fernsehreihe)
- 2012: Notruf Hafenkante (Fernsehserie, Folge Schwarzer Tod)
- 2012–2016: Die Chefin (Fernsehserie, 24 Folgen)
- 2012: Hochzeiten
- 2013: Der Tatortreiniger (Fernsehserie, Folge Über den Wolken)
- 2013: Marie Brand und die offene Rechnung (Fernsehreihe)
- 2013: Frühlingskinder (Fernsehreihe)
- 2013: Bella Block: Hundskinder (Fernsehreihe)
- 2013: Nord Nord Mord: Clüver und die fremde Frau (Fernsehreihe)
- 2013: Letzte Spur Berlin (Fernsehserie, Folge Lebensbund)
- 2014: München Mord: Die Hölle bin ich (Fernsehreihe)
- 2015: Besser spät als nie
- 2015: Familie verpflichtet
- 2015: Der Staatsanwalt (Fernsehserie, Folge Ritt in den Tod)
- 2015: Hubert und Staller (Fernsehserie, Folge Mord im Möbelland)
- 2016: Dresden Mord: Nachtgestalten (Fernsehreihe)
- 2018: Um Himmels Willen (Fernsehserie, Folge Ausgeträumt)
- 2018: Tatort: Familien
- 2018: Die Kanzlei (Fernsehserie, 2 Folgen)
- 2019: Der Alte (Fernsehserie, Folge Vergiftete Freundschaft)
- 2019: In aller Freundschaft – Die jungen Ärzte (Fernsehserie, Folge Fehleinschätzung)
- 2019: Sugarbabe (HR, Ausstrahlung offenbar ausstehend)[4]
- 2021: Marie fängt Feuer – Coming Out
- 2021: Tatort: Luna frisst oder stirbt
- 2021: SOKO Hamburg (Fernsehserie, Folge Mord unter Kühen)
- 2022: Schon tausendmal berührt
- 2022: Das Quartett: Dunkle Helden (Fernsehreihe)
- 2022: Euer Ehren (Fernsehserie)
- 2022: Der Kommissar und der See – Liebeswahn (Fernsehreihe)
- 2022: Gestern waren wir noch Kinder (Fernsehserie, Folge 2)
- 2023: Der Kommissar und der See – Narrenfreiheit (Fernsehreihe)
- 2024: Sie sagt. Er sagt.
- 2024: Die Toten am Meer – Tod an der Klippe (Fernsehreihe)
- 2024: Der Kommissar und der See – In besseren Kreisen (Fernsehreihe)

## Theater
- 1991–1993: Amphitryon, Landestheater Tübingen
- 1992–1993: Fegefeuer in Ingolstadt, Landestheater Tübingen
- 1992–1993: Der eingebildete Kranke, Landestheater Tübingen
- 1992–1993: Yerma, Landestheater Tübingen
- 1998: Rose Regen, Schwert und Wunde, Oberhausen
- 2013: Gerüchte Gerüchte, Komödie am Kurfürstendamm
- 2017: Life is a bitch, Vagantenbühne Berlin
- 2019–2020: Blauhauch: Die Stimme der Stille (What silence has to say), Theater unterm Dach Berlin